# Paul von Steinau-Steinrück
Paul Otto von Steinau-Steinrück (* 20. August 1850 in Berlin; † 13. Dezember 1897 in Königsberg) war ein deutscher Jurist, Oberregierungsrat und Mitglied des Deutschen Reichstags.

## Leben
Paul von Steinau-Steinrück absolvierte das Abiturientenexamen auf dem Friedrich-Wilhelms-Gymnasium in Berlin 1870 und studierte auf den Universitäten Berlin und Heidelberg Rechts- und Staatswissenschaften. Danach arbeitete er als Kammergerichtsreferendar von 1873 bis 1878 auf den Gerichten in Charlottenburg und Berlin. Als Gerichtsassessor war er von 1878 bis 1880 bei den Gerichten in Niemegk und Rügenwalde sowie bei der Staatsanwaltschaft in Berlin tätig. Danach war er als Regierungsassessor von 1880 bis zum Juli 1833 bei der Regierung in Minden bezw. dem Polizeipräsidium in Berlin. Seit 1883 war er Landrat im Landkreis Lebus, bevor er 1893 als Oberregierungsrat zur Regierung nach Königsberg versetzt wurde.
Von 1886 bis 1893 war er Mitglied des Preußischen Abgeordnetenhauses und von 1887 bis 1893 des Deutschen Reichstags für den Wahlkreis Regierungsbezirk Frankfurt 4 Frankfurt (Oder), Lebus und die Deutschkonservative Partei.
Er heiratete am 11. November 1880 Emma Wilhelmine Sophie von Krüger (* 24. Februar 1858; † 16. Januar 1922). Das Paar hatte mindestens drei Söhne und einige Enkelkinder. Der älteste Sohn war Günther von Steinau-Steinrück, geboren 1881. Der zweite Sohn Otto Joachim von Steinau-Steinrück wurde Dr. med, geboren 1885, und Hans von Steinau-Steinrück, geboren 1887, war Ober-Regierungsrat.